# Николаус II Егино фон Залм
Николаус II Егино фон Залм (на немски: Nikolaus II Egino Graf von Salm in Neuburg; * 1550; † 7 юли 1574, Рааб) е граф на Залм (Люксембург) и Нойбург.

## Произход
Той е третият син на граф Николаус II фон Салм (1503 – 1550), щатхалтер на Унгария, и съпругата му графиня Емилия фон Еберщайн (1506 – 1540), дъщеря на граф Бернхард III фон Еберщайн в Ной-Еберщайн (1459 – 1526) и съпругата му Кунигунда фон Валдбург-Зоненберг (1482 – 1538). Племенник е на Волфганг фон Салм († 1555), княжески епископ на Пасау (1541 – 1555). Брат е на Николаус III фон Залм († 1580), граф на Залм-Нойбург (1550 – 1580), и на Юлиус I фон Залм-Нойбург (1531 – 1595), граф на Залм-Нойбург (1580 – 1595).
Линията Залм-Нойбург изчезва по мъжка линия през 1784 г.

## Фамилия
Първи брак: на 1 юни 1550 г. с Катарина фон Парнщайн (* 11 септември 1534; † 14 май 1571), дъщеря на граф Ян/Йохан фон Парнщайн „Богати“ (1487 – 1548), хетман на Моравия. Те имат шест деца:
- Максимилиан фон Залм (* 14 април 1563)
- Николаус фон Залм (* 26 май 1564)
- Анна Елизабет фон Залм (* 30 юни 1565; † 1615), омъжена за фрайхер Ладислаус Попел фон Лобковиц (* 1566; † 20 март 1621)
- Йохана фон Залм
- Йохан Карл фон Залм (* 22 октомври 1570)
- Йохан фон Залм (* 15 май 1572)

Втори брак: с унгарката Барбара Орсзаг (1559 – 1578). Бракът е бездетен.